# 니노헤역
니노헤역(二戸駅, にのへえき 니노헤에키[*])은 일본 이와테현 니노헤시에 위치한 동일본 여객철도 소속 철도역이며, 도호쿠 신칸센, 이와테 은하 철도선의 정차역이다. 승강장 구조로는 신칸센 2면 2선, 은하 철도선은 2면 3선의 구조이다.

## 인접 역
- 이와테누마쿠나이역 - 니노헤 역 - 하치노헤역

## 승강장
신칸센
| 1 | ■ 도호쿠·홋카이도 신칸센 | (상행) | 모리오카 · 센다이 · 도쿄 방면                 |
| 2 | ■ 도호쿠·홋카이도 신칸센 | (하행) | 하치노헤 · 신아오모리 · 신하코다테호쿠토 방면 |

IGR 이와테 은하 철도
| 1 | ■ 이와테 은하 철도선 | (상행) | 이치노헤 · 모리오카 방면              |
| 2 | ■ 이와테 은하 철도선 |        | 당역 발차 · 대피 선                   |
| 3 | ■ 이와테 은하 철도선 | (하행) | 긴타이치온천 · 산노헤 · 하치노헤 방면 |

## 역 주변
- 니노헤 시립 도서관
- 카시오페아 FM 스튜디오
- JR 버스 도호쿠 니노헤 버스 사무소
- 니노헤 경찰소
- 니노헤 시청 이시키리 분소
- 니노헤 우체국
- 이와테 현립 산업고등학교